# كريستين سليمان
كريستين سولومون (مواليد 13 فبراير 1981) هي ممثلة كندية مصرية المولد.

## وقت مبكر من الحياة
ولدت سليمان في القاهرة. انتقلت عائلتها إلى مونتريال، كندا عندما كانت في السابعة من عمرها. نمت اهتمامها بالتمثيل خلال طفولتها.

## مهنة التمثيل
ظهرت سولومون على المسرح لأول مرة عندما كانت في الخامسة من عمرها،  تلاها عروض مسرحية وإعلانات تلفزيونية وأدوار أخرى.
عملت في أكثر من 20 مسرحية، وأدت أدوارًا صوتية (بما في ذلك DL موسيقى) لشبكات التلفزيون والعروض بما في ذلك Dr. 90210، وجوائز الأوسكار، و فوكس و ميلروز بليس، وديزني، وناشر ألعاب الفيديو يوبي سوفت. كما قدمت أداءً في الأفلام والبرامج التلفزيونية مثل ذا سكور مع الممثلين الحائزين على جائزة الأوسكار روبرت دي نيرو ومارلون براندو، والهستيريا - ديف ليبارد لـ VH1، و سوني
يعيش في عالم الأوهام، الصور، و HBO كندا فاكرز.
استضاف سليمان مع مجموعة روتانا (منتج / موزع للموسيقى والأفلام العربية ) لمقاطع الفيديو الموسيقية والإعلانات التلفزيونية وصفقات التأييد. وهي أيضًا مشاركة في فيلم هدية جبرائيل، الذي أخرجه المرشح لجائزة الأكاديمية رولاند جوفي.

## الجوائز
فازت سليمان بجائزة أفضل ممثلة في التمكين في حفل توزيع جوائز مدباخ لعام 2009 في تورنتو عن دورها في هليوبوليس. كان دورها أول تمثيل لامرأة قوطية في الفيلم المصري. ظهر سليمان في أفلام أخرى حائزة على جوائز مثل الفيلم الأجنبي البصرة.

## فيلموغرافيا
| عام  | لقب                  | دور                  | ملاحظات    |
| ---- | -------------------- | -------------------- | ---------- |
| 2001 | النتيجة              | يتخرج                |            |
| 2001 | استحواذ              | ليزا                 |            |
| 2004 | الرأس في الغيوم      | المرأة الباريسية # 2 |            |
| 2007 | مدينة البنات         | جيجي                 |            |
| 2008 | البصرة               | بوتينة               |            |
| 2009 | مصر الجديدة          | فتاة قوطية           |            |
| 2013 | القرصنة الحقيقية     | الضابط ناثانيال      |            |
| 2011 | جرذان بابل           | حبيبة                |            |
| 2012 | بيترويت              | رولا                 |            |
| 2015 | ماذا الان            | ميليسا               |            |
| 2015 | يمنى                 | يمنى                 |            |
| 2016 | 20 فقط               | مونيكا               |            |
| 2017 | اللقطة الكبيرة       | شانتال               |            |
| 2018 | يمكن للأطفال         | كريستين              |            |
|      | هدية جبرائيل         | ناتالي               | في التنمية |
|      | البعد السادس         | تعديل                | في التنمية |
| 2019 | امتداد بلدي من الأرض | زينة                 |            |
| 2020 | ركوب الرصاصة         | شانتال               |            |

| عام  | لقب                        | دور            | ملاحظات        |
| ---- | -------------------------- | -------------- | -------------- |
| 2001 | الهستيريا - قصة ديف ليبارد | زقة            | فيلم تلفزيوني  |
| 2007 | مات غني عليا               | لانا           | مسلسل تلفزيوني |
| 2007 | لا تاجيني تاتازرير         | ياسمين         | مسلسل تلفزيوني |
| 2007 | عليئيل الحيلة              | دينا           | مسلسل تلفزيوني |
| 2007 | عيون ورماد                 | مريم           | مسلسل تلفزيوني |
| 2009 | اللحاق بكريستين سولومون    | كريستين سليمان | مسلسل تلفزيوني |
| 2010 | مزيفون                     | راقصة غريبة    | فيلم تلفزيوني  |
| 2015 | ياسمين                     | ريم            | مسلسل تلفزيوني |

### العاب الكترونية
| عام  | لقب                 | دور                            | ملاحظات |
| ---- | ------------------- | ------------------------------ | ------- |
| 2015 | قوس قزح ستة: الحصار | ميرا - الحامل - المذيع الإذاعي | صوت     |